# Reprezentacja Słowacji na Mistrzostwach Europy w Wioślarstwie 2007
Reprezentacja Słowacji na Mistrzostwach Europy w Wioślarstwie 2007 liczyła 8 sportowców. Najlepszymi wynikami było 2. miejsce w jedynce mężczyzn.

## Medale

### Złote medale
Brak

### Srebrne medale
Brak

### Brązowe medale
Brak

## Wyniki

### Konkurencje mężczyzn
- dwójka podwójna (M2x): Peter Lejko, Ľuboš Podstupka – 8. miejsce
- dwójka podwójna wagi lekkiej (LM2x): Stanislav Gajdošík, Martin Verdonič – 12. miejsce
- czwórka bez sternika (M4-): Juraj Gajdošík, Richard Korec, Pavol Kuhajda, Pavel Lackovič – 12. miejsce